# Walka w parterze

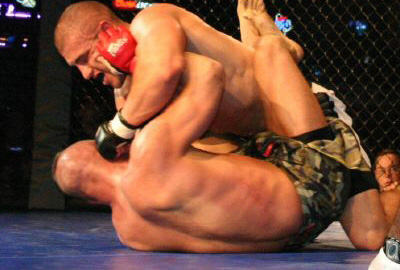
Walka w parterze stanowi nieodłączną część mieszanych sztuk walki.

Walka w parterze – walka wręcz, która ma miejsce, gdy obaj zawodnicy znajdują się na podłożu (klęczą lub leżą), zwykle stosując chwyty lub zadając uderzenia.